# Missie in Moskou

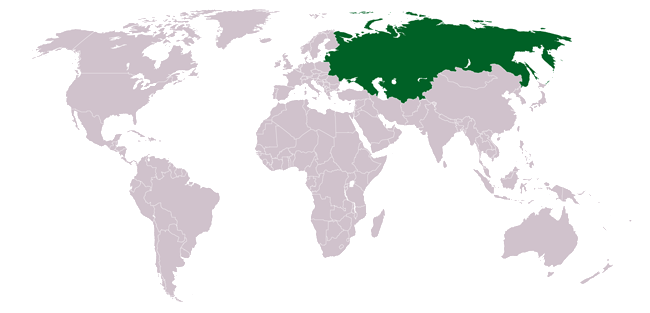
De ligging van de Sovjet-Unie in Europa en Azië.

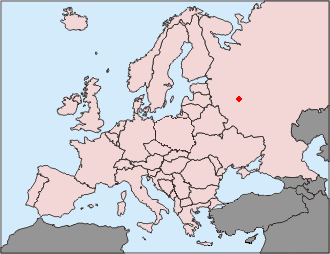
De ligging van Moskou in Europa.

Missie in Moskou is een spionageroman van auteur Gérard de Villiers en het 99e deel uit de S.A.S.-reeks met als protagonist de Oostenrijkse prins en freelance CIA-agent Malko Linge.

## Het verhaal
In Moskou wordt een prostituee vermoord met een kappersschaar door een van haar klanten. De KGB arresteert een Palestijn maar vermoedt een internationale samenzwering en besluit de hulp van haar aartsrivaal de Amerikaanse CIA in te roepen.
Dit is mogelijk in het tijdperk dat de verzoening tussen oost en west meer en meer gestalte krijgt.
De gearresteerde Palestijn blijkt deel uit te maken van een groepering die een aanslag beraamt op de president van de Sovjet-Unie Michail Gorbatsjov.
De toenadering tussen de KGB en CIA blijkt een stap in de juiste richting maar is de KGB wel te vertrouwen?

## Personages
- Malko Linge, een Oostenrijkse prins en CIA-agent;
- Svetlana, een KGB-agente.